# Кавоне (Напуљ)
Кавоне је насеље у Италији у округу Напуљ, региону Кампанија.
Према процени из 2011. у насељу је живело 157 становника. Насеље се налази на надморској висини од 17 м.